# Gesnes-le-Gandelin
Gesnes-le-Gandelin ist eine französische Gemeinde mit 889 Einwohnern (Stand: 1. Januar 2022) im Département Sarthe in der Region Pays de la Loire; sie gehört zum Arrondissement Mamers und zum Kanton Sillé-le-Guillaume (bis 2015: Kanton Saint-Paterne). Die Einwohner werden Gesnois genannt.

## Geographie
Gesnes-le-Gandelin liegt etwa 40 Kilometer nordnordwestlich von Le Mans und etwa neun Kilometer südsüdwestlich von Alençon an der Grenze zum Département Orne. Umgeben wird Gesnes-le-Gandelin von den Nachbargemeinden Héloup im Norden, Bérus im Osten und Nordosten, Oisseau-le-Petit im Osten, Fyé im Südosten, Saint-Victeur im Süden, Assé-le-Boisne im Süden und Südwesten sowie Moulins-le-Carbonnel im Westen.

## Bevölkerungsentwicklung
| 1962                      | 1968 | 1975 | 1982 | 1990 | 1999 | 2006 | 2012 |
| ------------------------- | ---- | ---- | ---- | ---- | ---- | ---- | ---- |
| 635                       | 582  | 604  | 652  | 633  | 742  | 957  | 971  |
| Quelle: Cassini und INSEE |      |      |      |      |      |      |      |

## Sehenswürdigkeiten

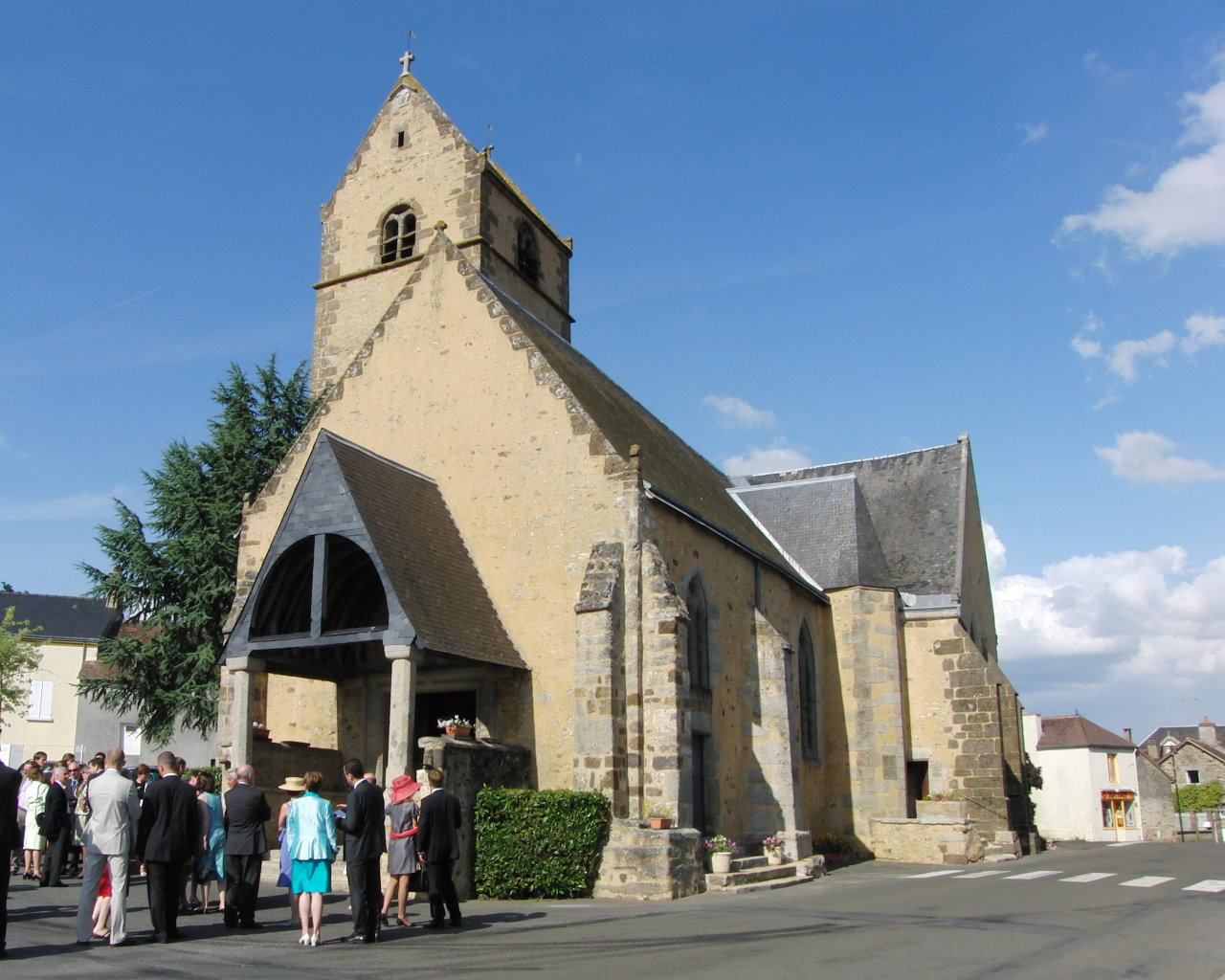
Kirche Saint-Pierre

- Kirche Saint-Pierre aus dem 13. Jahrhundert, umgebaut im 16. Jahrhundert, seit 1927 Monument historique
- Kapelle Saint-Évroult aus dem 11. Jahrhundert
- gallisch-keltisches Oppidum (Lager von Saint-Évroult), seit 1982 Monument historique
- Waschhäuser